# Jermaine Pennant
Jermaine Pennant (n. 8 iunie, 1984 în Nottingham) este un jucător de fotbal englez care în prezent joacă la echipa Tampines Rovers. În trecut a evoluat la clubul Liverpool FC.